# تپه امامزاده طیب و طاهر
تپه امامزاده طیب و طاهر مربوط به دوران‌های تاریخی پس از اسلام است و در شهرستان قم، بخش مرکزی، روستای قنوات واقع شده و این اثر در تاریخ ۱۷ اسفند ۱۳۸۱ با شمارهٔ ثبت ۷۶۹۹ به‌عنوان یکی از آثار ملی ایران به ثبت رسیده است.